# Мошкрич, Йоже
Йоже «Цирил» Мошкрич (словен. Jože Ciril Moškrič, серб. Јоже Цирил Мошкрич; 2 марта 1902, Добрунье — 22 февраля 1943, Полица) — словенский поэт и драматург, участник Народно-освободительной войны Югославии. Посмертно удостоен звания Народного героя Югославии.

## Биография
Родился 2 марта 1902 в Добрунье (близ Любляны) в семье рабочего. Обучался полиграфии, рано вступил в рабочее движение. В 1930 году был принят в Коммунистическую партию Югославии. Работал в организации люблянских художников, а в 1935 году даже возглавил забаставку, которая продолжалась несколько недель и завершилась победой бастующих.
В Добрунье был одним из основателей культурных ассоциаций рабочих «Свобода» и «Взаимность», которые были школами передового рабочего движения. Написал множество революционных стихотворений и несколько пьес, в числе которых были «Красная роза» (1932), «Разоблачённая мораль» (1933), «Борьба за хлеб» (1933) и «Старый муж и молодая жена» (1933).
Незадолго до войны сумел исключить из организации нескольких авангардистов за подрывную деятельность. Этот его поступок стал решающим и имел особое значение во время оккупации, когда наиболее преданные люблянские художники создали мощную партийную организацию. Именно она с лета 1941 года подпольно печатала листовки антифашистской направленности. В то же время Йоже Мошкрич работал в Добрунье и его окрестностях, подготавливая людей к антинемецкому сопротивлению.
Весной 1942 года, несмотря на туберкулёз, он вступил в партизанский отряд. Начал обучать новобранцев и писать статьи в партийных газетах. Летом 1942 года был назначен главой Центрального комитета Компартии Словении в Доленьске. Большую часть своей деятельности он организовывал в штабе 3-го батальона Западнодоленьского отряда, на Липоглавских холмах (там также была партийная организзация). После начала блокады Любляны немецкими войсками 3-й батальон отступил в Мошкричевскую область, где продолжили поставку припасов из города и в город и поддержку национально-освободительного антифашистского движения.
Итальянцы прекрасно знали, что значат окрестности Любляны для партизан и антифашистского подполья, поэтому в её окрестностях были размещены отряды словенской Белой гвардии. 22 февраля 1943 словенцы окружили дом Йоже Мошкрича и потребовали от него сдачи в плен. Тот отказался и начал стрелять, но вскоре был ранен. Полумёртвого его отвезли в Полицу, где его долго пытали, а на следующий день убили.
Постановлением Президиума Национальной скупщины СФРЮ 20 декабря 1951 Йоже Мошкрич был посмертно награждён званием Народного героя Югославии.

### Поэзия
- Pesmi (1940)

### Проза
- Domovina (1940)
- Rdeče cvetje slovenske dramatike

### Драматургия
- Venec slovenske dramatike
- Dani se! Socialna drama s petjem v dveh dejanjih (1932)
- Rdeče rože: Delavska igra v štirih dejanjih (1932)
- Borba za kruh: Drama v štirih dejanjih (1933)
- Razkrinkana morala: Komedija v treh dejanjih (1933)
- Stari mož in mlada žena (1933)
- Ljubljanska komedija: Komedija v treh dejanjih (1935)
- Zveze in razveze: Ljudska drama v dveh dejanjih (sedmih slikah) (1936)
- Lov: Tragedija v petih dejanjih iz časov, ko je vladal grad (1937)